# Hilde Nyblom
Matilde Maria Hildegard Ekroos, känd som Hilde Nyblom, ogift Nyblom, född 21 mars 1908 i Nacka församling, Stockholms län, död 19 augusti 2009 i Högalids församling i Stockholm, var en svensk operett- och operasångare (sopran) och konstnär.

## Biografi
Nyblom studerade först vid Edvard Berggrens och Gottfried Larssons konstskola i Stockholm, men intresserade sig mer för scenen satsade därför även på sång- och teaterstudier. Hon hade sångpedagoger som Augustin Koch och framförallt Sigrid Terlizzi. Sin scendebut hade hon 1933 på Oscarsteatern i Stockholm som Drottning Anna i operetten De tre musketörerna, regisserad av Gösta Ekman den äldre.
Hon var därefter engagerad vid Stora Teatern i Göteborg men gjorde också gästspel i Malmö. I rollen som Kersti i operan Kronbruden av Ture Rangström fick hon sitt genombrott 1936 på Göteborgs Lyriska Teater. Hon framträdde 1937–1938 på Kungliga Teatern i Stockholm som Tosca, Mimi i Bohème och Aida och bland hennes motspelare märks Jussi Björling. Sedan var det mest klassisk operett på programmet, med gästspel i Sverige och Norden.
Några år senare övergick hon till talscenen och slog igenom på Åbo Svenska Teater samt gästade Vasan i Stockholm och Riksteatern. Vidare var hon radioprogrammakare i Helsingfors, där hon bland annat arbetade med barnprogram och dramatiserade konstnärsporträtt.
När hon som änka återkom från Finland blommade intresset för måleri upp igen; hon hade flera utställningar, den sista vid 93 års ålder. Sina sista akvareller målade hon vid 100 års ålder.
Hon medverkade i Radioteaterns Sköna Helena (1989) och gjorde inläsningen av Gunnel Vallquists bok om Helena Nyblom (1988).
Nyblom var dotter till konstnärerna Lennart Nyblom och Olga Nyblom, syster till arkitekten Peder Nyblom och faster till journalisten Kåre Nyblom och skådespelaren Ragna Nyblom. Hilde Nyblom var vidare sondotter till historikern Carl Rupert Nyblom och författaren Helena Nyblom. Operasångaren Sven Nyblom var hennes farbror. Hon var från 1940 gift med teaterchefen Rurik Ekroos (1902–1977). Makarna Ekroos är begravda på Katolska kyrkogården i Stockholm.

## Teater

### Roller (ej komplett)
| År   | Roll                        | Produktion                                                                   | Regi              | Teater        |
| ---- | --------------------------- | ---------------------------------------------------------------------------- | ----------------- | ------------- |
| 1933 | Drottning Anna av Österrike | De tre musketörerna Rudolf Schantzer, Ernst Welisch och Ralph Benatzky       | Nils Johannisson  | Oscarsteatern |
| 1933 | Grevinnan Elisabeth         | Leendets land Franz Lehár                                                    | Gösta Ekman       | Oscarsteatern |
| 1933 |                             | Nymånen Oscar Hammerstein, Laurence Schwab, Frank Mandel och Sigmund Romberg | Harry Stangenberg | Oscarsteatern |
| 1934 | Madeleine de Faublas        | Bal på Savoy Paul Abraham, Alfred Grünwald och Fritz Löhner-Beda             | Gösta Ekman       | Oscarsteatern |
| 1935 | Madeleine de Faublas        | Bal på Savoy Paul Abraham, Alfred Grünwald och Fritz Löhner-Beda             |                   | Hippodromen   |
| 1938 | Fru von Baltin              | Kvällen är min Robert Katscher                                               | Max Hansen        | Vasateatern   |
| 1950 | Denise Darvet-Stuart        | Ungkarlsmamman Marc-Gilbert Sauvajan och Fred Jackson                        | Martha Lundholm   | Vasateatern   |
| 1958 |                             | Vid skilda bord Terence Rattigan                                             | Per-Axel Branner  | Riksteatern   |